# Michel Crozier
Michel Crozier (Sainte-Menehould, 6 novembre 1922 – Parigi, 23 maggio 2013) è stato un sociologo e politologo francese, docente all'Istituto Sciences Po Paris.
Si è laureato all'HEC Paris.

## Opere
- À quoi sert la sociologie des organisations ?, Paris, Arslan, 2000.
- Il fenomeno burocratico, Etas Kompass Ed., Milano, 1969. In inglese con nuova introduzione di Erhard Friedberg (2010) The Bureaucratic Phenomenon New Brunswick and London: Transactions Publishers, 2010.
- L’impresa in ascolto. Il management nel mondo post-industriale, edito da Il Sole 24 Ore Media & Impresa, 1990.
- Crozier, Michel & Friedberg, Erhard. Actors and Systems. Chicago: University of Chicago Press, 1980[3].
- Il Pensiero Organizzativo Europeo, Edizioni angelo Guerini e Associati, 1997 (traduzione di: "Organization and Collective Action. Our Contribution to Organizational Analysis" (with Erhard Friedberg) in S.B. Bacharach, P., Gagliardi & P. Mundell (Eds). Research in the Sociology of Organizations. Vol. XIII, Special Issue on European Perspectives of Organizational Theory, Greenwich, CT: JAI Press, 1995)
- Michel Crozier, Samuel P. Huntington, and Joji Watanuki, The Crisis of Democracy: On the Governability of Democracies, New York University Press, 1975. Trilateral Commission report Archiviato il 21 agosto 2019 in Internet Archive..